# Thomas Burr Osborne (Politiker)
Thomas Burr Osborne (* 8. Juli 1798 in Weston, Fairfield County, Connecticut; † 2. September 1869 in New Haven, Connecticut) war ein US-amerikanischer Politiker. Zwischen 1839 und 1843 vertrat er den vierten Wahlbezirk des Bundesstaates Connecticut im US-Repräsentantenhaus.

## Werdegang
Thomas Osborne wurde 1798 in Weston, dem heutigen Easton, geboren. Bis 1817 besuchte er das Yale College. Nach einem anschließenden Jurastudium und seiner im Jahr 1820 erfolgten Zulassung als Rechtsanwalt begann er in Fairfield in seinem neuen Beruf zu arbeiten. Zwischen 1826 und 1839 war Osborne in der Verwaltung an verschiedenen Gerichten Connecticuts angestellt.
Politisch wurde Osborne Mitglied der Whig Party. Im Jahr 1836 saß er als Abgeordneter im Repräsentantenhaus von Connecticut. Bei den Kongresswahlen des Jahres 1838 wurde er im vierten Distrikt von Connecticut in das US-Repräsentantenhaus in Washington, D.C. gewählt. Dort trat er am 4. März 1839 die Nachfolge von Elisha Haley von der Demokratischen Partei an. Nach einer Wiederwahl im Jahr 1840 konnte er bis zum 3. März 1843 zwei Legislaturperioden im Kongress absolvieren.
Nach seiner Zeit im US-Repräsentantenhaus wurde Osborne im Jahr 1844 in den Senat von Connecticut gewählt. Danach war er für einige Jahre Bezirksrichter im Fairfield County. Im Jahr 1850 war er nochmals Abgeordneter im Repräsentantenhaus seines Staates; danach fungierte er als Richter am Nachlassgericht im Fairfield-Distrikt. Im Jahr 1854 zog Osborne nach New Haven. Zwischen 1855 und 1865 war er Dozent für Rechtswissenschaften am Yale College. Danach zog er sich in den Ruhestand zurück. Thomas Osborne starb am 2. September 1869 in New Haven und wurde dort auch beigesetzt. Sein Enkel, der ebenfalls den Namen Thomas Burr Osborne trug, wurde ein angesehener Biochemiker.